# Graminoide

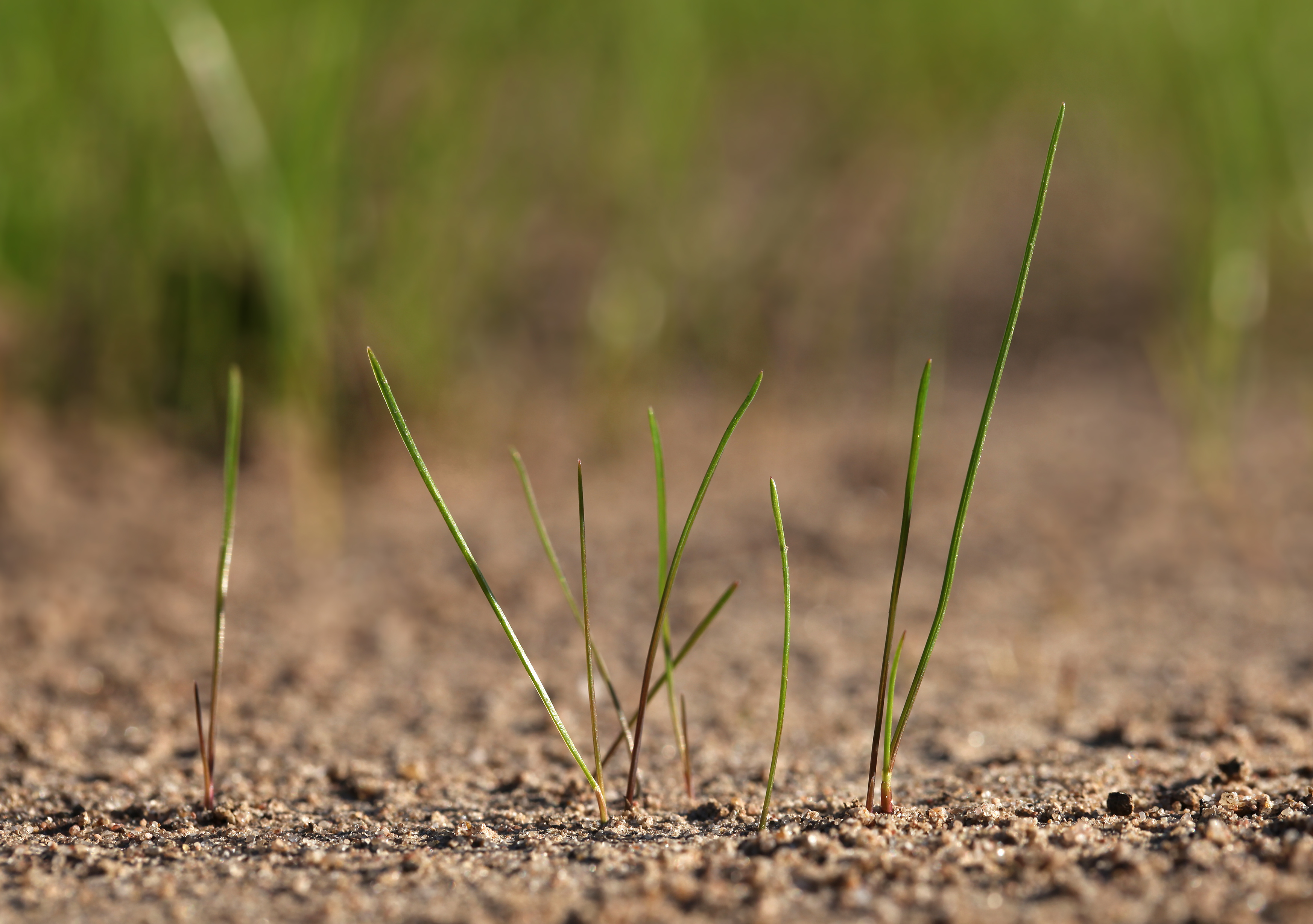
Festuca en germinación, con largas hojas

En botánica y ecología, el término graminoide se refiere a una planta herbácea con una morfología semejante a un pasto, es decir, alargadas cañas con largas hojas parecidas a cuchillas. Se contrastan con forbias, plantas herbáceas sin rasgos parecidos a las gramíneas.
Las plantas más frecuentemente referidas son las familias poaceas (gramíneas en sentido estricto), Cyperaceae (juncias), y juncaceas (juncos). Estos no están estrechamente relacionados, sino que pertenecen a diferentes clados en el orden Poales. Las gramíneas (Poaceae) son la familia más grande con unas 12.000 especies.

Además de su morfología similar, los graminoides comparten la presencia generalizada y, a menudo, la dominancia en hábitats abiertos tales como pastizales o pantanos. Sin embargo, también pueden encontrarse en el sotobosque o zona cerca del suelo de los bosques. Las juncias y los juncos tienden a preferir hábitats más húmedos que las hierbas.

Plantas graminoides
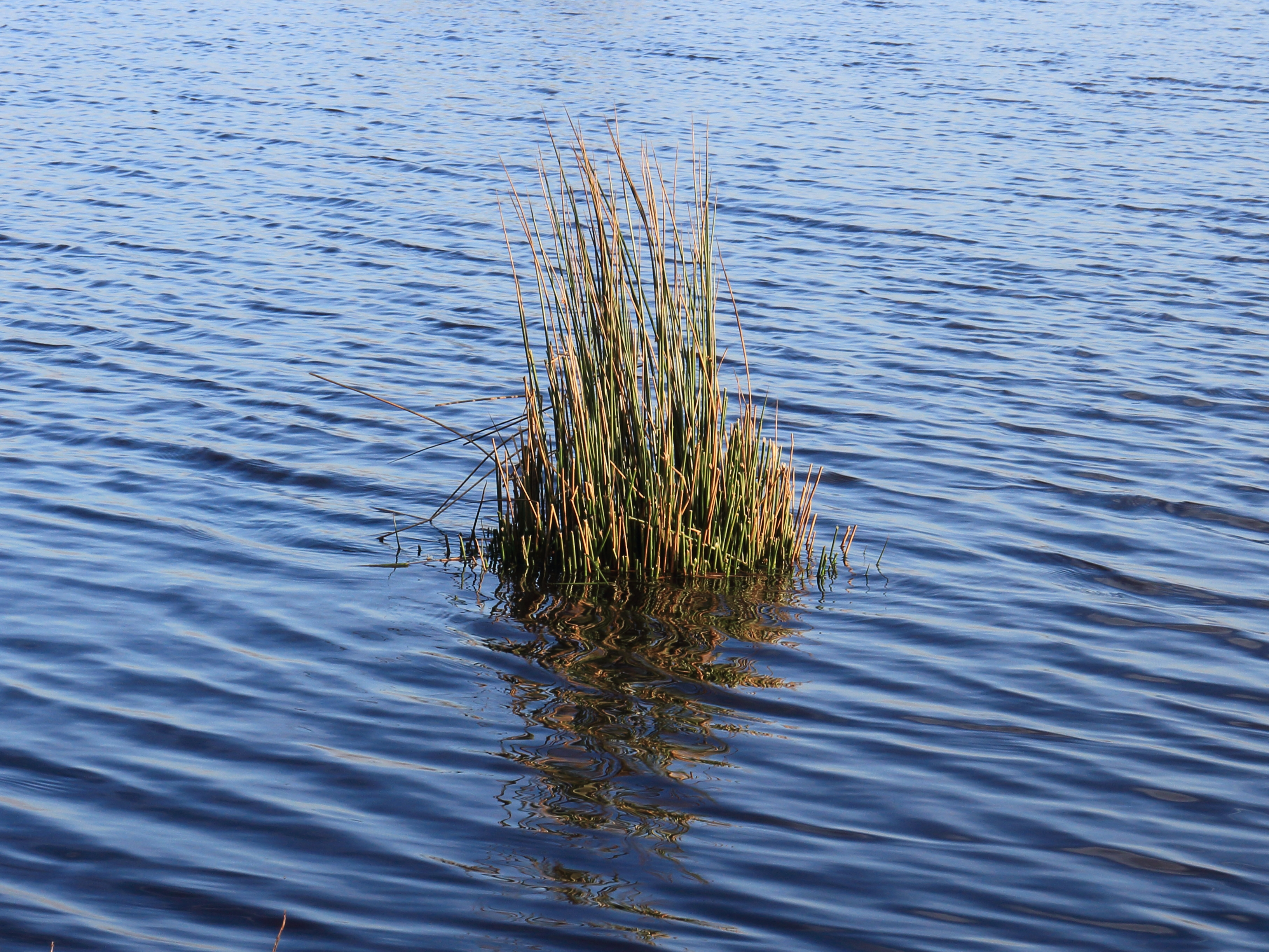
Prisa común (Juncus effusus), Juncaceae
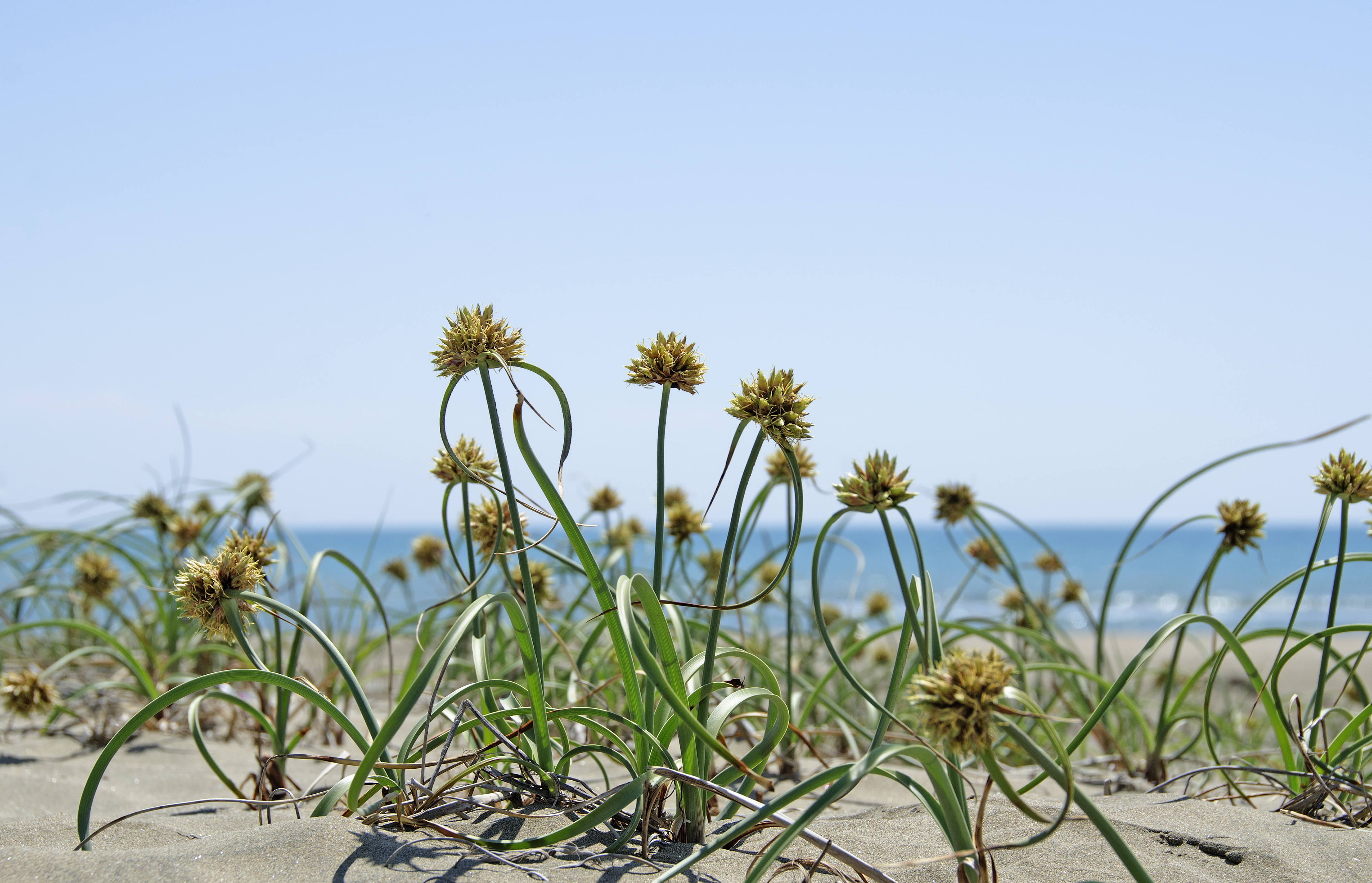
Cyperus capitatus, Cyperaceae
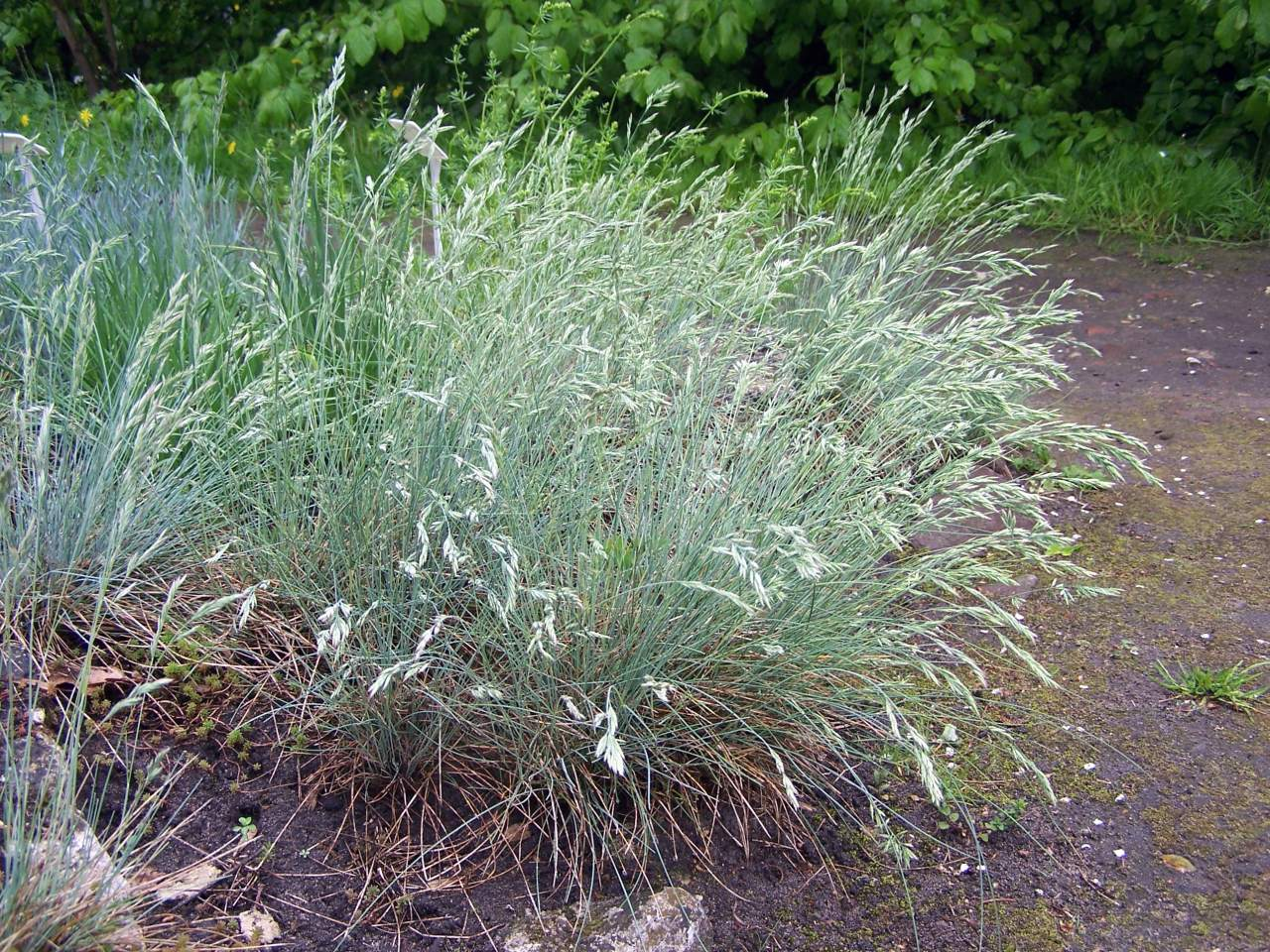
Festuca cinerea, Poaceae